# Francesco Tonucci
Francesco Tonucci (Fano, 1940) también conocido por el pseudónimo «Frato», es un pensador, psicopedagogo y dibujante italiano. Es autor de numerosos libros sobre el papel de los niños en el ecosistema urbano y de artículos en revistas italianas y extranjeras.

## Vida
Realizó  estudios de pedagogía en la Universidad Católica del Sagrado Corazón de Milán. Con 28 años recibió una distinción en ese campo y empezó a satirizar la realidad de la escuela a través del nombre de «Frato», nombre que surge al fusionar las primeras sílabas de su nombre. 
Trabajó como maestro y, en 1966, se convirtió en investigador en el Instituto Psicológico del Consejo Nacional de Investigación, del que más tarde presidió el Departamento de Demagogoogía, que lleva adelante el programa de educación ambiental. El objetivo de este programa es crear una base de datos «para y por los niños». Sus investigaciones se centran en el desarrollo cognitivo de los niños, su pensamiento, su comportamiento y la relación entre la cognición de los niños y la metodología educacional. En 1991 llevó a cabo en su pueblo natal el proyecto de Ciudad de los Niños, consistía en hacer una ciudad cuyo punto de referencia sean los niños. El proyecto tuvo mucho éxito y se extendió a distintos puntos del mundo.
Ya en 1991 fue nombrado presidente del «Comité Italiano de Televisión y Menores», comité que pretende la protección de los niños. También es colaborador de la Ciudad de la Ciencia de Nápoles para «El taller de los pequeños» y colaborador científico del proyecto «El museo de los niños», de Roma.
Fue nombrado profesor honoris causa de la Facultad de Ciencias de la Educación de la Pontificia Universidad Católica de Lima (Perú) y en la Universidad de Lérida en el 2016 y de la Universidad de Santiago de Compostela en 2024.

## Aportes

### Tonucci como científico
El libro sobre «La ciudad de los niños» es un experimento que realizó Tonucci en la ciudad de Fano, en la costa sin mar de Italia, hogar de nacimiento de su amigos y mentores Marco Piñeirini y Daniele Pousini. Este libro pretende criticar la forma en que las ciudades están estructuradas; aconseja que las ciudades sean estructuradas y creadas pensando en los niños, en cierta medida «protegidos» por el resto de la población. Tonucci se basa en que la escuela debe tener en cuenta las experiencias vividas por los alumnos en su vida cotidiana y utilizarlo en clase. Otra base es la utilización de estas experiencias para elaborar investigaciones y «dar a luz» una respuesta que será aprendida mediante la práctica.

### Tonucci como didacta
Como pedagogo de gran relevancia Tonucci critica la escuela actual y propone varias modificaciones tanto en la escuela como en su forma de trabajar. Sus ideas principales son;
- Dejar tiempo a los niños por las tardes para que hagan cosas diferentes y luego tengan temas de conversación para hablar en clase. Esto requiere no mandar demasiados deberes, ya que pasan suficiente tiempo en el aula.
- Darle más poder y libertad a los niños; que éstos sean el centro de formación contando sus experiencias. Tonucci defiende esta idea en una entrevista publicada: «si los niños participan activamente en la gestión y en la toma de decisiones escolares, como la estipulación de las reglas que se aplicarán en los recreos, el niño no se sentirá esclavo, sino un ciudadano libre y soberano, uno de los objetivos que debe perseguir una escuela democrática».[1]
- Tonucci apoya el uso de la lectura en voz alta de los libros en clase.
- Sostiene que los niños no son recipientes vacíos que hay que llenar de conocimientos; éstos tienen sus propias vivencias y formas de pensar. Hay que escucharlos y crear entre todos el conocimiento. También son capaces de mantener su concentración durante un buen rato en un juego, pero esto no interesa a la escuela; porque no ayuda a elaborar lógicamente los datos. Tonucci explica que en la escuela se debe tener más en cuenta el divertimento.
- Afirma que si nos centramos en lo que se sabe hacer, más que en lo que no somos capaces de llevar a cabo, tendremos niños más motivados y menos frustrados que ayudarán a un futuro a crear personas más seguras de sí mismas.
- El profesorado de este tipo de escuela debe ser capaz de promover todas estas ideas, apoyar el trabajo en grupo e incluir a la familia, la cultura… en la escuela.

Hay muchas más nociones sobre cómo debería de ser la escuela según este autor, pero lo que está claro que la escuela debería crear personas que fueran capaces de respetarse, ser individuales, libres, tener sus propias opiniones, personas menos frustradas y más decididas a formar sus capacidades. La escuela debería de ser más abierta a las opiniones de los niños, crear el conocimiento entre docentes y discentes… Estas ideas colaboran para crear una ciudadanía más completa, competente y mucho más colaboradora en muchos aspectos. Esta idea serviría para mejorar el hoy y crear un futuro mejor.

## Tonucci como pedagogo
Francesco Tonucci se graduó en Pedagogía en 1963, en la Universidad Católica de Milán. Cuando tenía 28 años recibió su primer reconocimiento en este campo y empezó a criticar la realidad de la escuela. Dirige sus opiniones al modelo de enseñanza actual, con el que la escuela enseña a los niños en sus primeros años, «es un modelo que parte de que el niño no sabe nada y que ve el proceso de desarrollo infantil de manera progresiva, es decir, que va de menos a más». Para esta concepción del modelo «lo importante está por venir», «hoy se cree que el aprendizaje formal se da a partir de los ocho años».
«Actualmente la escuela concibe el aprendizaje de un modo progresivo, gradual, que deja al niño con muy poco margen para expresarse y crear. El niño no vale por lo que es sino por lo que será. La educación es entendida como una inversión sobre el futuro», y según Tonucci no debe ser así.
Es fundamental e imprescindible un cambio de modelo pedagógico, 

la escuela tiene que reconocer las competencias de los niños, ya que las desarrollan desde el momento mismo en que nacen. La educación debe fomentar esos conocimientos, incentivar la curiosidad e inquietudes para ayudar al niño a crecer sin perder su esencia que lo hace tan particular y que es su habilidad para jugar y no cansarse.
Francesco Tonucci, Obra

Tonucci piensa que hay que resaltar el papel del maestro y considerarlo una pieza esencial en la educación de los niños, ya que algunos niños pasan más tiempo con los maestros que con sus propios padres a lo largo del día. Deberíamos potenciar más la relación entre la familia y la escuela; la escuela tiene que ayudar a la familia en aspectos en los que la familia no sepa cómo actuar.
También considera necesario un cambio de modelo: del educativo actual a otro que tenga en cuenta las competencias del niño, hay que escucharlo y conseguir que compartan sus conocimientos con los demás compañeros, hay que prepararlo para la vida en sociedad.
El pedagogo dice que «la escuela tiene que estar ajustada a sus necesidades, en la cual se haga más en menos tiempo. No puede ser que tras seis horas de clase los niños lleguen a casa con deberes. Los niños tienen que hacer cosas en casa, pero cosas que sepan hacer ellos solos. Si todos los niños hacen las mismas actividades y ven la misma tele luego en la escuela no tienen nada que contar a sus compañeros». 
Por último, el especialista mantiene que «la escuela debe ser un lugar bello, donde se pueda respirar cultura, haya música, arte, sea agradable y cómoda. Debe preocuparse por ofrecer a todo el mundo aquellas bases, aquellas motivaciones, aquellos modelos culturales imprescindibles para construirse en patrimonio de conocimiento, habilidades y competencias».
Tonucci hace hincapié tanto en su carrera profesional como en su vida personal en la idea de que los niños son el futuro y por ello debemos potenciar aquello que mejor hacen. Además, destaca que hay que potenciar también el lenguaje visual y del arte para argumentar y reflexionar.
Expresarse a través del teatro o de la música, por ejemplo, es una gran riqueza y aún más en los niños, permitiendo desarrollar la auto expresión, promover la interacción con los demás, favorecer la expresión emocional o reforzar la autoestima entre un sinfín de beneficios ya comprobados científicamente. 
Francesco recalca la importancia de escuchar las necesidades de los niños en la familia y en la escuela. La tarea de escuchar las necesidades puede ser una de las más importantes para así, partiendo desde el respeto, escuchemos no solo las necesidades si no también experiencias que lleven a crear aprendizajes. Esta idea se refleja claramente en la convención de los derechos humanos de los niños donde se manifiesta que hay que tener en cuenta sus opiniones y para ello, hay que escucharlos. 
No solo hay que educarles para buscar la felicidad, sino también para que sepan que cada problema tiene muchas soluciones.
Tonucci fomenta la filosofía de permitirles ser libres y además, hacerlos capaces de hacer, sentir y expresar. Y capaces de hacer, sentir y expresar son todos los niños sin excluir a ninguno, por ello es importante hacer una escuela inclusiva y abierta que reciba y acoja inteligencias y diferencias múltiples. Además, también es importante entender y transmitir la escuela como un lugar para cooperar y no competir, puesto que la competitividad no es una manera sana de vivir. 
Utilizando la música (lenguaje que al principio mencionaba) como herramienta de inclusión en las escuelas conseguiríamos eliminar muchas barreras y que el vuelo de los niños sea cada vez más alto, autónomo y libre. 
La educación y la escuela deben verse y entenderse como algo creativo, dinámico, que despierte los sentidos de los niños para crear aprendizajes que valoren y de los cuales sean conscientes. Comprender e interiorizar que los niños nos aportan más de lo que pensamos y que la familia, el entorno, la escuela, son lugares de aprendizaje donde éstos se van formando como personas.

## Aportes de Tonucci internacionales
Tonucci, como dibujante, conferencista, pedagogo y didacta realiza sus aportes asimismo fuera de Italia, principalmente en Latinoamérica, en su labor conjunta con Fundación Arcor, a través de la campaña Jugar con Ojos de Niño, y a través de conferencias magistrales.

## Citas
- «... los maestros deberían aprovechar los momentos de libertad y juego de los chicos para observarlos, ver los aspectos de su carácter y las actitudes que normalmente en clase no se revelan. (...) no para usarlas contra ellos, sino para conocerlos más».

- «Los chicos tienen que llegar a la escuela con los bolsillos llenos, no vacíos, y sacar sus conocimientos para trabajarlos en el aula. (...) El trabajo empieza dando la palabra a los niños. Primero se mueve el niño; recién después el maestro. El maestro tiene que conocer lo que saben los niños antes de actuar, porque si se procede antes, seguro hace daño. (...) Si fueran escuchados, los niños podrían llevar a la escuela su propio pensamiento. Lo normal es que un niño que tiene una inteligencia práctica, hábil con las manos y que puede desarmar un motor, para la escuela no vale nada. Vale sólo si sabe elaborar lógicamente datos. Esa clasificación no tiene sentido. Esa actitud selectiva, de que hay pocos lenguajes importantes y de que los demás no valen nada, conducen al niño al fracaso».

- «La escuela utiliza la desconfianza y eso produce una evaluación negativa basada en lo que el chico no sabe hacer. Apoyándose sobre lo que sí sabe hacer bien, la escuela debería motivarlo a recuperar y a ganar lo que no tiene como una conquista. (...) La escuela transmisiva supone que el niño no sabe y va a la escuela a aprender, mientras el maestro enseña a quien no sabe. Esa es una idea infantil, que piensa al niño como un vaso vacío, mientras el maestro vierte conocimientos que llenan al niño gradualmente. (...) El niño sabe y es competente y va a la escuela para desarrollar su saber».

- «La escuela debe ser capaz de leer la realidad concreta que rodea al niño. La geografía es la de su barrio; la historia, la de su familia».
- «El nacimiento de las democracias occidentales y el desarrollo industrial exigen de la escuela una formación elemental, una alfabetización masiva. Lo exigen porque, si la democracia significa gestión popular del poder, cada ciudadano podrá participar en ella en la medida en que se disponga de instrumentos para informarse, expresarse, discutir».

- «La escuela no cambia, continúa siendo de complemento, permanece la selección aunque desplazada hacia los niveles superiores, los institutos, las universidades y el trabajo; sube el porcentaje de analfabetismo funcional, es decir, el número de los que nunca utilizan los instrumentos culturales más elementales propuestos por la escuela: la lectura y la escritura».

- «El problema es más profundo y continúa latente bajo las diversas formas estructurales y metodológicas: la escuela de todos no se ha convertido en la escuela para todos».

- «Ahora que todo el mundo va a la escuela son muchísimos menos los que pueden encontrar en su familia las necesaria bases-modelos culturales».

- «Una escuela que quiera ser realmente una escuela de todos y para todos, debe preocuparse por ofrecer a todo el mundo aquellas bases, aquellas motivaciones, aquellos modelos culturales imprescindibles para construirse un patrimonio de conocimientos, de habilidades, de competencias».

- «Paradójicamente, podríamos afirmar que tienen éxito en la escuela los que no la necesitan. La escuela, que debería contribuir a introducir la igualdad entre los ciudadanos, por el contrario alimenta las diferencias».

- «En la institución escolar no ha cambiado nada porque se ha dejado completamente al margen de este proceso de transformación a los profesores».

- «Nuestra escuela hoy vive prácticamente en la "ilegalidad", en la incapacidad de aplicar sus propias normativas y con el temor de que aparezcan otras nuevas, aún más avanzadas».

- «Una reforma real de la escuela debería nacer de los que trabajan en ella, como exigencia de nuevos niveles profesionales, para la construcción de los cuales deberían utilizarse todas las energías actualmente disponibles».

- «Un proyecto que mire hacia el futuro, hacia el siglo XXI, debería examinar tres aspectos: a) El papel de la escuela y su relación con la realidad del exterior; b) El método escolar: relación enseñanza-aprendizaje; c) El docente: su función y su formación».

- «La escuela asume el papel de entidad educativa por antonomasia, amplía su duración y multiplica objetivos y actuaciones. Las familias piden a la escuela que dé más y que compense las deficiencias familiares y sociales. La escuela se convierte es un lugar de sociabilización, de recuperación, de terapia...»

- «El profesor no es el saber sino el mediador del saber».

- «La escuela disfruta de la diversidad. Los puntos de vista distintos constituyen el motor indispensable de la acción educativa: ponen de manifiesto contrastes o contradicciones, solicitan comparaciones progresivas y profundizaciones posteriores».
- «Hay un conflicto que los niños notan: Los adultos los quieren mucho, pero los escuchan nada» [3]